# Gran Premio de Alemania de Motociclismo de 2025
El Gran Premio de Alemania de Motociclismo de 2025 (oficialmente: Liqui Moly Grand Prix of Germany) fue la undécima prueba del Campeonato del Mundo de Motociclismo de 2025. Tuvo lugar el fin de semana del 11 al 13 de julio de 2025 en el circuito de Sachsenring ubicado en la localidad de Hohenstein-Ernstthal, Sajonia (Alemania).
La carrera al sprint de MotoGP fue ganada por Marc Márquez, seguido de Marco Bezzecchi y Fabio Quartararo.
La carrera de MotoGP fue ganada por Marc Márquez, seguido de Álex Márquez y Francesco Bagnaia. Deniz Öncü fue el ganador de la prueba de Moto2, por delante de Barry Baltus y Jake Dixon. La carrera de Moto3 fue ganada por David Muñoz, Máximo Quiles fue segundo y José Antonio Rueda tercero.

## Resultados

### Resultados MotoGP

#### Carrera al sprint
| Pos.    | N.º | Piloto                | Equipo                            | Constructor | Vueltas | Tiempo              | Parrilla | Puntos |
| ------- | --- | --------------------- | --------------------------------- | ----------- | ------- | ------------------- | -------- | ------ |
| 1       | 93  | Marc Márquez          | Ducati Lenovo Team                | Ducati      | 15      | 22:25.74            | 1        | 12     |
| 2       | 72  | Marco Bezzecchi       | Aprilia Racing                    | Aprilia     | 15      | +0.938              | 3        | 9      |
| 3       | 20  | Fabio Quartararo      | Monster Energy Yamaha MotoGP      | Yamaha      | 15      | +4.361              | 7        | 7      |
| 4       | 49  | Fabio Di Giannantonio | Pertamina Enduro VR46 Racing Team | Ducati      | 15      | +4.683              | 8        | 6      |
| 5       | 43  | Jack Miller           | Prima Pramac Yamaha               | Yamaha      | 15      | +9.405              | 9        | 5      |
| 6       | 33  | Brad Binder           | Red Bull KTM Factory Racing       | KTM         | 15      | +11.720             | 10       | 4      |
| 7       | 5   | Johann Zarco          | LCR Honda Castrol                 | Honda       | 15      | +12.090             | 2        | 3      |
| 8       | 73  | Álex Márquez          | BK8 Gresini Racing MotoGP         | Ducati      | 15      | +12.347             | 6        | 2      |
| 9       | 37  | Pedro Acosta          | Red Bull KTM Factory Racing       | KTM         | 15      | +17.236             | 5        | 1      |
| 10      | 54  | Fermín Aldeguer       | BK8 Gresini Racing MotoGP         | Ducati      | 15      | +18.728             | 13       |        |
| 11      | 88  | Miguel Oliveira       | Prima Pramac Yamaha               | Yamaha      | 15      | +19.486             | 12       |        |
| 12      | 63  | Francesco Bagnaia     | Ducati Lenovo Team                | Ducati      | 15      | +20.339             | 11       |        |
| 13      | 25  | Raúl Fernández        | Trackhouse Racing MotoGP          | Aprilia     | 15      | +21.978             | 15       |        |
| 14      | 36  | Joan Mir              | Honda HRC Castrol                 | Honda       | 15      | +23.077             | 16       |        |
| 15      | 42  | Álex Rins             | Monster Energy Yamaha MotoGP      | Yamaha      | 15      | +23.575             | 17       |        |
| 16      | 10  | Luca Marini           | Honda HRC Castrol                 | Honda       | 15      | +29.220             | 14       |        |
| 17      | 79  | Ai Ogura              | Trackhouse Racing MotoGP          | Aprilia     | 15      | +31.433             | 18       |        |
| 18      | 32  | Lorenzo Savadori      | Aprilia Racing                    | Aprilia     | 15      | +50.698             | 19       |        |
| Ret     | 21  | Franco Morbidelli     | Pertamina VR46 Racing Team        | Ducati      | 2       | Caída               | 4        |        |
| DNS     | 12  | Maverick Viñales      | Red Bull KTM Tech3                | KTM         |         | No comenzó          |          |        |
| WD      | 23  | Enea Bastianini       | Red Bull KTM Tech3                | KTM         |         | Retirado del evento |          |        |
| 1. 2.   |     |                       |                                   |             |         |                     |          |        |
| Fuente: |     |                       |                                   |             |         |                     |          |        |

#### Carrera larga
| Pos.     | N.º | Piloto                | Equipo                            | Constructor | Vueltas | Tiempo              | Parrilla | Puntos |
| -------- | --- | --------------------- | --------------------------------- | ----------- | ------- | ------------------- | -------- | ------ |
| 1        | 93  | Marc Márquez          | Ducati Lenovo Team                | Ducati      | 30      | 40:42.854           | 1        | 25     |
| 2        | 73  | Álex Márquez          | BK8 Gresini Racing MotoGP         | Ducati      | 30      | +6.380              | 5        | 20     |
| 3        | 63  | Francesco Bagnaia     | Ducati Lenovo Team                | Ducati      | 30      | +7.080              | 10       | 16     |
| 4        | 20  | Fabio Quartararo      | Monster Energy Yamaha MotoGP      | Yamaha      | 30      | +18.738             | 6        | 13     |
| 5        | 54  | Fermín Aldeguer       | BK8 Gresini Racing MotoGP         | Ducati      | 30      | +18.916             | 12       | 11     |
| 6        | 10  | Luca Marini           | Honda HRC Castrol                 | Honda       | 30      | +24.743             | 13       | 10     |
| 7        | 33  | Brad Binder           | Red Bull KTM Factory Racing       | KTM         | 30      | +24.820             | 9        | 9      |
| 8        | 43  | Jack Miller           | Prima Pramac Yamaha               | Yamaha      | 30      | +25.757             | 8        | 8      |
| 9        | 25  | Raúl Fernández        | Trackhouse Racing MotoGP          | Aprilia     | 30      | +25.859             | 14       | 7      |
| 10       | 42  | Álex Rins             | Monster Energy Yamaha MotoGP      | Yamaha      | 30      | +39.419             | 16       | 6      |
| Ret      | 36  | Joan Mir              | Honda HRC Castrol                 | Honda       | 21      | Caída               | 15       |        |
| Ret      | 79  | Ai Ogura              | Trackhouse Racing MotoGP          | Aprilia     | 21      | Caída               | 17       |        |
| Ret      | 72  | Marco Bezzecchi       | Aprilia Racing                    | Aprilia     | 20      | Caída               | 3        |        |
| Ret      | 32  | Lorenzo Savadori      | Aprilia Racing                    | Aprilia     | 19      | Caída               | 18       |        |
| Ret      | 49  | Fabio Di Giannantonio | Pertamina Enduro VR46 Racing Team | Ducati      | 17      | Caída               | 7        |        |
| Ret      | 5   | Johann Zarco          | LCR Honda Castrol                 | Honda       | 17      | Caída               | 2        |        |
| Ret      | 37  | Pedro Acosta          | Red Bull KTM Factory Racing       | KTM         | 3       | Caída               | 4        |        |
| Ret      | 88  | Miguel Oliveira       | Prima Pramac Yamaha               | Yamaha      | 2       | Caída               | 11       |        |
| DNS      | 21  | Franco Morbidelli     | Pertamina VR46 Racing Team        | Ducati      |         | No comenzó          |          |        |
| DNS      | 12  | Maverick Viñales      | Red Bull KTM Tech3                | KTM         |         | No comenzó          |          |        |
| WD       | 23  | Enea Bastianini       | Red Bull KTM Tech3                | KTM         |         | Retirado del evento |          |        |
| 1. 2. 3. |     |                       |                                   |             |         |                     |          |        |
| Fuente:  |     |                       |                                   |             |         |                     |          |        |

### Resultados Moto2
| Pos.    | N.º | Piloto                  | Constructor | Vueltas | Tiempo    | Parrilla | Puntos |
| ------- | --- | ----------------------- | ----------- | ------- | --------- | -------- | ------ |
| 1       | 53  | Deniz Öncü              | Kalex       | 20      | 20:08.843 | 6        | 25     |
| 2       | 7   | Barry Baltus            | Kalex       | 20      | +0.129    | 2        | 20     |
| 3       | 96  | Jake Dixon              | Boscoscuro  | 20      | +1.131    | 1        | 16     |
| 4       | 18  | Manuel González         | Kalex       | 20      | +2.916    | 16       | 13     |
| 5       | 13  | Celestino Vietti        | Boscoscuro  | 20      | +3.067    | 18       | 11     |
| 6       | 16  | Joe Roberts             | Kalex       | 20      | +4.251    | 10       | 10     |
| 7       | 44  | Arón Canet              | Kalex       | 20      | +6.359    | 12       | 9      |
| 8       | 28  | Izan Guevara            | Boscoscuro  | 20      | +8.241    | 11       | 8      |
| 9       | 71  | Ayumu Sasaki            | Kalex       | 20      | +8.489    | 13       | 7      |
| 10      | 12  | Filip Salač             | Boscoscuro  | 20      | +8.584    | 14       | 6      |
| 11      | 81  | Senna Agius             | Kalex       | 20      | +8.756    | 4        | 5      |
| 12      | 27  | Daniel Holgado          | Kalex       | 20      | +9.016    | 15       | 4      |
| 13      | 4   | Iván Ortolá             | Boscoscuro  | 20      | +10.403   | 9        | 3      |
| 14      | 9   | Jorge Navarro           | Forward     | 20      | +18.381   | 24       | 2      |
| 15      | 15  | Darryn Binder           | Kalex       | 20      | +18.583   | 21       | 1      |
| 16      | 95  | Collin Veijer           | Kalex       | 20      | +18.982   | 23       |        |
| 17      | 84  | Zonta van den Goorbergh | Kalex       | 20      | +19.101   | 22       |        |
| 18      | 99  | Adrián Huertas          | Kalex       | 20      | +19.159   | 28       |        |
| 19      | 92  | Yuki Kunii              | Kalex       | 20      | +19.819   | 19       |        |
| 20      | 11  | Álex Escrig             | Forward     | 20      | +23.981   | 20       |        |
| 21      | 23  | Taiga Hada              | Kalex       | 20      | +27.901   | 26       |        |
| Ret     | 75  | Albert Arenas           | Kalex       | 20      | Caída     | 5        |        |
| Ret     | 24  | Marcos Ramírez          | Kalex       | 20      | Caída     | 7        |        |
| Ret     | 10  | Diogo Moreira           | Kalex       | 15      | Caída     | 25       |        |
| Ret     | 80  | David Alonso            | Kalex       | 15      | Caída     | 17       |        |
| Ret     | 14  | Tony Arbolino           | Boscoscuro  | 6       | Caída     | 3        |        |
| Ret     | 61  | Eric Fernández          | Boscoscuro  | 4       | Caída     | 27       |        |
| Ret     | 21  | Alonso López            | Boscoscuro  | 1       | Caída     | 8        |        |
| 1.      |     |                         |             |         |           |          |        |
| Fuente: |     |                         |             |         |           |          |        |

### Resultados Moto3
| Pos.    | N.º | Piloto             | Constructor | Vueltas | Tiempo              | Parrilla | Puntos |
| ------- | --- | ------------------ | ----------- | ------- | ------------------- | -------- | ------ |
| 1       | 64  | David Muñoz        | KTM         | 23      | 33:27.081           | 4        | 25     |
| 2       | 28  | Máximo Quiles      | KTM         | 23      | +0.241              | 7        | 20     |
| 3       | 99  | José Antonio Rueda | KTM         | 23      | +0.250              | 12       | 16     |
| 4       | 36  | Ángel Piqueras     | KTM         | 23      | +0.298              | 10       | 13     |
| 5       | 83  | Álvaro Carpe       | KTM         | 23      | +0.335              | 5        | 11     |
| 6       | 66  | Joel Kelso         | KTM         | 23      | +0.563              | 13       | 10     |
| 7       | 94  | Guido Pini         | KTM         | 23      | +0.645              | 3        | 9      |
| 8       | 12  | Jacob Roulstone    | KTM         | 23      | +0.893              | 18       | 8      |
| 9       | 14  | Cormac Buchanan    | KTM         | 23      | +1.505              | 8        | 7      |
| 10      | 89  | Marcos Uriarte     | KTM         | 23      | +6.518              | 11       | 6      |
| 11      | 71  | Dennis Foggia      | KTM         | 23      | +9.429              | 24       | 5      |
| 12      | 73  | Valentín Perrone   | KTM         | 23      | +9.484              | 15       | 4      |
| 13      | 82  | Stefano Nepa       | Honda       | 23      | +9.687              | 23       | 3      |
| 14      | 54  | Riccardo Rossi     | Honda       | 23      | +11.058             | 22       | 2      |
| 15      | 6   | Ryusei Yamanaka    | KTM         | 23      | +12.298             | 16       | 1      |
| 16      | 55  | Noah Dettwiler     | KTM         | 23      | +27.245             | 14       |        |
| 17      | 48  | Lenoxx Phommara    | Honda       | 23      | +43.348             | 25       |        |
| 18      | 10  | Nicola Carraro     | Honda       | 18      | + 5 vueltas         | 19       |        |
| Ret     | 72  | Taiyo Furusato     | Honda       | 22      | Caída               | 17       |        |
| Ret     | 19  | Scott Ogden        | KTM         | 19      | Caída               | 1        |        |
| Ret     | 22  | David Almansa      | Honda       | 14      | Caída               | 2        |        |
| Ret     | 5   | Tatchakorn Buasri  | Honda       | 10      | Retirado            | 21       |        |
| Ret     | 31  | Adrián Fernández   | Honda       | 8       | Caída               | 6        |        |
| Ret     | 8   | Eddie O’Shea       | Honda       | 3       | Caída               | 9        |        |
| Ret     | 25  | Leonardo Abruzzo   | KTM         | 3       | Caída               | 20       |        |
| WD      | 32  | Vicente Pérez      | Honda       |         | Retirado del evento |          |        |
| 1.      |     |                    |             |         |                     |          |        |
| Fuente: |     |                    |             |         |                     |          |        |